# Дікле (міст)
Дікле (тур. Dicle Köprüsü) — це історичний міст через річку Тигр на південному сході Туреччини. Збудований 1065 року, він налічує десять арок загальною довжиною 178 метрів. Місцеві також називають його «On Gözlü Köprü» (буквально: Міст з десяти арок). Інша його назва — Сильванський міст, адже він знаходиться на шляху до Сильван.

## Історія
Міст Дікле розташований у Діярбакері за межами міста Мардін і знаходиться за 3 кілометри на південь від міста. Згідно з написом на мосту, арковий міст був побудований від імені судді Ебюл-Хасан Абдулвахід від архітектора на ім’я Убейд у 1064–1065 роках. Міст все ще використовується та був відновлений 2008 року. Міст розташований на південь від міста, за 3 км поза межами Мардін. Побудований з чорних вулканічних каменів, має довжигу 178 м та ширину  5,60 м. Через свою історичну значимість автомобільний рух через міст припинено після будівництва Мардінського мосту у листопаді 2009 року. Новий міст був побудований приблизно за 1 км на південь від мосту Дікле, досить далеко, щоб не зіпсувати пейзажний вигляд старого мосту.

## Архітектура
Міст Дікле належить до групи багатоаркових та плоских мостів. Довжина мосту становить 172 м, а ширина — від 5,45 до 6,24 м у перших п’яти арок, збільшуючись від п’ятої арки до 9 м. Парапет досягає 85 см у сторони та 155 см у середину. Арки № 1, 2,  6, 7, 8, 9, 10 близькі одна до одної за шириною та висотою. У склепіннях 3-ї, 4-ї та 5-ї арок ширина та висота більші. У той час як стіни темпану 9-ї та 10-ї арок досягають половини висоти, на стінах темпана № 1, 2, 3, 4 та 5 арок було застосовано інший камінь. У напрямку південної частини мосту (сторона, яка дивиться вниз за течією) у нього немає плоскої фасадної стіни, як на північній стороні. Дуги арок № 1, 2, 3, 4 і 5 приблизно на 4 м.

## Написи та рельєфи
Написи на мосту, який оточений карнизами з канавкою, розташовані на нижній стороні (південна сторона), на під’їзній стіні та на стінках темпанів склепінь 10 та 9, і в цих написах було записано дату будівництва та ім’я будівельника. Ліворуч від першого західного напису — рельєф лева, зображений збоку. Фігура лева вигравірувана на базальтовому блоці. На мосту знаходиться 29 різних знаків каменю. Крім них, у блоках є дві різні серії знаків. Один з них — це ряд знаків, у яких букви К, О та Е вишикувались одна за одною, а інший складається з пунктуаційних та перехресно оброблених пунктуаційних блоків. Built with black volcanic stones, the bridge is 178 м (584 фут) long and 5,60 м (18,4 фут) wide, varying at some places on it. Longest span of the ten arches measures 14,70 м (48,2 фут).